# Lobata (district)
Lobata is een district in het noorden van het tot Sao Tomé en Principe behorende eiland Sao Tomé, ook Ilhéu das Cabras behoort tot het district.

## Geografie

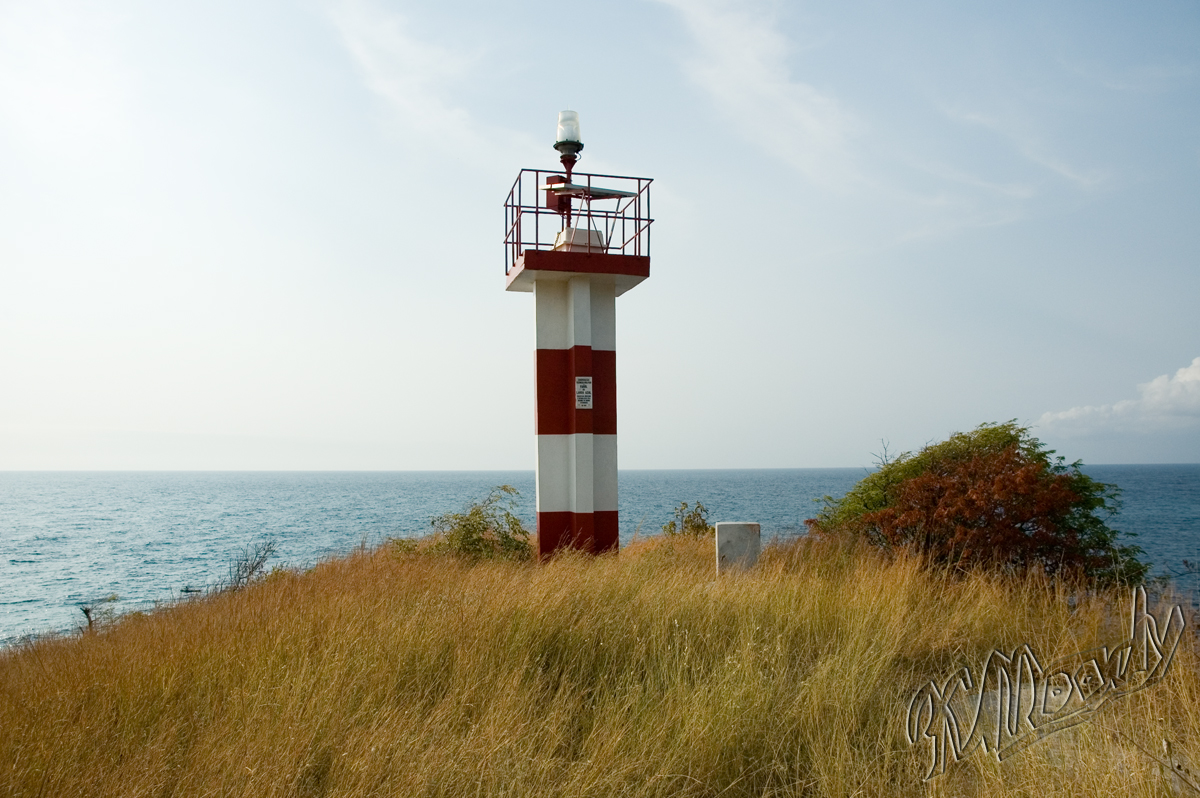
Vuurtoren Farol da Lagoa Azul

Lobata heeft een oppervlakte van 105 km² en 20.007 inwoners (2012). de hoofdstad is Guadalupe. Het district wordt in het westen begrensd door Lembá, in het zuiden door Mé-Zóchi en in het oosten door Água Grande. Het district is verder opgedeeld in vier subdistricten: Conde, Guadelupe, Micoló, en Santo Amaro.
Lobata levert zes zetels in de Assembleia Nacional.

## Bezienswaardigheden
Aan de noordkust van het eiland Sao Tomé, zo'n 15 kilometer ten noordwesten van de hoofdstad en in het district Lobata, bevindt zich sinds 12 september 1997 een vuurtoren genaamd Farol da Lagoa Azul (vuurtoren van de blauwe lagune).

## Bevolkingsontwikkeling
| Jaar | Inwoners | Aandeel totale bevolking |
| ---- | -------- | ------------------------ |
| 1940 | 9.240    | 15,2%                    |
| 1950 | 8.190    | 13,6%                    |
| 1960 | 7.875    | 12,3%                    |
| 1970 | 9.361    | 12,7%                    |
| 1981 | 11.776   | 12,2%                    |
| 1991 | 14.173   | 12,1%                    |
| 2001 | 15.187   | 11,0%                    |
| 2006 | 17.251   | 11,4%                    |
| 2012 | 20.007   | 10,7%                    |

## Sport
Enkele voetbalclubs die hun thuisbasis hebben in Lobata zijn Amador, Bela Vista, Desportivo de Guadalupe en Desportivo Marítimo.
Provincies: Sao Tomé (Sao Tomé) · Principe (Santo António)
Districten: Água Grande (Sao Tomé) · Cantagalo (Santana) · Caué (São João dos Angolares) · Lembá (Neves) · Lobata (Guadalupe) · Mé-Zóchi (Trindade) · Pagué (Santo António)
Eilanden: Ilhéu Bom Bom · Ilhéu das Cabras · Ilhéu Caroço · Principe · Ilhéu das Rolas · Ilhéu de Santana · Sao Tomé · Tinhosa Grande · Tinhosa Pequena